# Fort Dauphin
La colònia de Fort-Dauphin (Fort Dofí o Fort Dauphin) és una colònia fundada per França el 1642 a la punta sud de l'illa de Madagascar en un lloc acollidor avui anomenat Tôlanaro, però encara coneguda alternativament com a Fort-Dauphin.

## Història

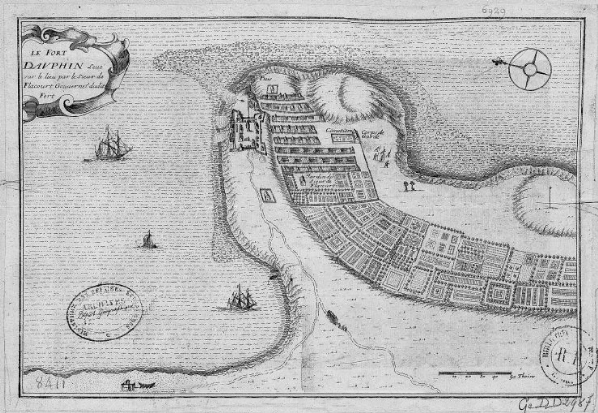
El Fort Dauphin, aixecat pel Senyor de Flacourt en els anys 1650

La colònia fou fundada el 24 de setembre de 1642 per Jacques de Pronis. Administrada per aventurers com Jacques Pronis i Étienne de Flacourt (que va construir el fort), va servir de punt de sortida a la exploració francesa a la zona i fou sobretot a l'origen de diverses preses de possessió de l'illa Borbo (Reunió) en nom del rei en honor del qual fou rebatejada Illa Borbó.
La colònia de Fort-Dauphin va conèixer nombroses dissensions internes a causa que algun colons, com Antoine Couillard, es van aliar als indígenes. Del 
1667 al 1671 fou una seu de la Compagnie des Indes Orientales. L'experiència va acabar amb una massacre perpetrada per sorpresa per aquests últims, anomenada massacre de Fort-Dauphin, el 27 d'agost de 1674. Els sobrevivents van abandonar la colònia i, després d'un llarg periple, es van instal·lar a l'illa Borbó (avui l'illa del Reunió) i van constituir una aportació essencial al poblament d'aquesta, que era encara molt limitat a l'època.
Del 1768 al 1771 es va intentar restaurar la colònia però després de tres anys no va reeixir i fou abandonada.

## Governadors
- 1642 - 1648 Jacques de Pronis
- 1648 - 1655 Étienne de Flacourt
- 1655 Jacques de Pronis (segona vegada, interí)
- 1655 Jean des Perriers
- 1655 - 1656 Martin Gueston (interí)
- 1656 - 1657 Luc de Champmargou (interí)
- 1657 - 1661 Pierre de Rivau
- 1661 - 1665 Luc de Champmargou (segona vegada)
- 1665 Pierre de Beausse
- 1665 - 1666 Gilles Mountauban
- 1666 - 1667 Luc de Champmargou (tercera vegada)
- 1667 - 1670 François de Lopès, marquis de Montdevergues
- 1670 - 1671 Jacob Blanquet de La Haye
- 1671 - 1672 Luc de Champmargou (quarta vegada, interí)
- 1672 - 1674 Jean de la Bretesche
- 1674 - 1768 Abandonada
- 1768 - 1771 Louis Laurent de Féderbe, comte de Modave